# Basquetebol nos Jogos da Commonwealth de 2018
O basquetebol nos Jogos da Commonwealth de 2018 foi realizado em Gold Coast e outras duas cidades da Austrália, entre 5 e 15 de abril. Consistiu de um torneio masculino e outro feminino de oito equipes cada com as preliminares sendo disputadas no Centro de Convenções de Cairns, em Cairns, e no Centro de Entretenimento e Convenções de Townsville, em Townsville. A fase final foi disputada no Centro de Convenções e Exibições de Gold Coast. Foi retorno da modalidade ao programa dos jogos após estrear na edição de 2006, na também austaliana Melbourne.

## Medalhistas
| Evento    | Ouro | Prata | Bronze |
| Masculino | Lucas Walker Cameron Gliddon Chris Goulding Jason Cadee Mitch Norton Nick Kay Brad Newley Daniel Kickert Angus Brandt Damian Martin Nathan Sobey Jesse Wagstaff AUS Austrália               | Ammanuel Diressa Jean Pierre-Charles Justus Alleyn Mamadou Gueye Jean-Victor Mukama Munis Tutu Grant Shephard Mambi Diawara David Kapinga Conor Morgan Erik Nissen Michael Shoveller CAN Canadá                         | Reuben Te Rangi Finn Delany Shea Ili Jarrod Kenny Mika Vukona Derone Raukawa Thomas Abercrombie Robert Loe Tohi Smith-Milner Jordan Ngatai Ethan Rusbatch Alex Pledger NZL Nova Zelândia                           |
| Feminino  | Jenna O'Hea Tessa Lavey Stephanie Talbot Stephanie Blicavs Liz Cambage Kelsey Griffin Katie-Rae Ebzery Belinda Snell Eziyoda Magbegor Cayla George Alice Kunek Nicole Seekamp AUS Austrália | Melita Emanuel-Carr Nicolette Fong Lyew Quee Siobhan Prior Stefanie Collins Rachael Vanderwal Georgia Jones Hannah Shaw Eilidh Simpson Mollie Campbell Chantelle Pressley Azania Stewart Dominique Allen ENG Inglaterra | Zara Jillings Erin Rooney Micaela Cocks Kalani Purcell Jordan Hunter Antonia Edmondson Natalie Taylor Chevannah Paalvast Jessica Bygate Josephine Stockill Deena Franklin Charlisse Leger-Walker NZL Nova Zelândia |

## Torneio masculino

### Primeira fase
|  | Equipes classificadas às semifinais             |
|  | Equipes classificadas aos jogos de qualificação |

Todos os jogos seguem a hora oficial de Gold Coast (UTC+10)
| Equipe        | Pts | J | V | D | PP  | PC  |
| ------------- | --- | - | - | - | --- | --- |
| Austrália     | 6   | 3 | 3 | 0 | 271 | 183 |
| Nova Zelândia | 5   | 3 | 2 | 1 | 265 | 204 |
| Canadá        | 4   | 3 | 1 | 2 | 197 | 244 |
| Nigéria       | 3   | 3 | 0 | 3 | 187 | 289 |

| Horário    | Jogo          | Jogo   | Jogo          |
| ---------- | ------------- | ------ | ------------- |
| 6 de abril |               |        |               |
| 17:30      | Austrália     | 95–55  | Canadá        |
| 20:00      | Nigéria       | 65–110 | Nova Zelândia |
| 7 de abril |               |        |               |
| 14:00      | Canadá        | 82–67  | Nigéria       |
| 21:00      | Nova Zelândia | 73–79  | Austrália     |
| 9 de abril |               |        |               |
| 18:30      | Canadá        | 60–82  | Nova Zelândia |
| 21:00      | Austrália     | 97–55  | Nigéria       |

| Equipe     | Pts | J | V | D | PP  | PC  |
| ---------- | --- | - | - | - | --- | --- |
| Escócia    | 6   | 3 | 3 | 0 | 237 | 198 |
| Inglaterra | 5   | 3 | 2 | 1 | 246 | 186 |
| Camarões   | 4   | 3 | 1 | 2 | 202 | 231 |
| Índia      | 3   | 3 | 0 | 3 | 222 | 292 |

| Horário    | Jogo       | Jogo   | Jogo       |
| ---------- | ---------- | ------ | ---------- |
| 5 de abril |            |        |            |
| 17:30      | Inglaterra | 65–78  | Escócia    |
| 20:00      | Camarões   | 96–87  | Índia      |
| 7 de abril |            |        |            |
| 17:30      | Inglaterra | 100–54 | Índia      |
| 20:00      | Escócia    | 63–52  | Camarões   |
| 8 de abril |            |        |            |
| 14:00      | Camarões   | 54–81  | Inglaterra |
| 21:00      | Índia      | 81–96  | Escócia    |

### Fase final
| Horário                             | Jogo    | Jogo  | Jogo       |
| ----------------------------------- | ------- | ----- | ---------- |
| Jogos de qualificação – 10 de abril |         |       |            |
| 17:30                               | Nigéria | 61–66 | Escócia    |
| 20:00                               | Canadá  | 97–79 | Inglaterra |

| Horário                           | Jogo          | Jogo   | Jogo          |
| --------------------------------- | ------------- | ------ | ------------- |
| Semifinais – 14 de abril          |               |        |               |
| 10:00                             | Austrália     | 103–46 | Escócia       |
| 12:30                             | Nova Zelândia | 86–88  | Canadá        |
| Disputa pelo bronze – 15 de abril |               |        |               |
| 9:00                              | Escócia       | 69–79  | Nova Zelândia |
| Final – 15 de abril               |               |        |               |
| 11:30                             | Austrália     | 87–47  | Canadá        |

### Classificação final
| Pos. | Equipe            |
| ---- | ----------------- |
|      | AUS Austrália     |
|      | CAN Canadá        |
|      | NZL Nova Zelândia |
| 4    | SCO Escócia       |
| 5    | ENG Inglaterra    |
| 6    | NGR Nigéria       |
| 7    | CMR Camarões      |
| 8    | IND Índia         |

## Torneio feminino

### Primeira fase
|  | Equipes classificadas às semifinais             |
|  | Equipes classificadas aos jogos de qualificação |

Todos os jogos seguem a hora oficial de Gold Coast (UTC+10)
| Equipe     | Pts | J | V | D | PP  | PC  |
| ---------- | --- | - | - | - | --- | --- |
| Austrália  | 6   | 3 | 3 | 0 | 331 | 169 |
| Canadá     | 5   | 3 | 2 | 1 | 226 | 207 |
| Inglaterra | 4   | 3 | 1 | 2 | 187 | 249 |
| Moçambique | 3   | 3 | 0 | 3 | 157 | 276 |

| Horário    | Jogo       | Jogo   | Jogo       |
| ---------- | ---------- | ------ | ---------- |
| 6 de abril |            |        |            |
| 18:30      | Canadá     | 80–54  | Inglaterra |
| 21:00      | Austrália  | 113–53 | Moçambique |
| 8 de abril |            |        |            |
| 11:30      | Moçambique | 51–78  | Inglaterra |
| 18:30      | Austrália  | 100–61 | Canadá     |
| 9 de abril |            |        |            |
| 17:30      | Inglaterra | 55–118 | Austrália  |
| 20:00      | Canadá     | 85–53  | Moçambique |

| Equipe        | Pts | J | V | D | PP  | PC  |
| ------------- | --- | - | - | - | --- | --- |
| Nova Zelândia | 6   | 3 | 3 | 0 | 256 | 148 |
| Jamaica       | 5   | 3 | 2 | 1 | 196 | 195 |
| Malásia       | 4   | 3 | 1 | 2 | 187 | 239 |
| Índia         | 3   | 3 | 0 | 3 | 184 | 241 |

| Horário    | Jogo          | Jogo  | Jogo          |
| ---------- | ------------- | ----- | ------------- |
| 5 de abril |               |       |               |
| 18:30      | Jamaica       | 66–57 | Índia         |
| 21:00      | Nova Zelândia | 86–44 | Malásia       |
| 7 de abril |               |       |               |
| 11:30      | Nova Zelândia | 80–49 | Jamaica       |
| 18:30      | Malásia       | 85–72 | Índia         |
| 8 de abril |               |       |               |
| 17:30      | Índia         | 55–90 | Nova Zelândia |
| 20:00      | Jamaica       | 81–58 | Malásia       |

### Fase final
| Horário                             | Jogo       | Jogo  | Jogo          |
| ----------------------------------- | ---------- | ----- | ------------- |
| Jogos de qualificação – 10 de abril |            |       |               |
| 18:30                               | Inglaterra | 62–40 | Jamaica       |
| 21:00                               | Moçambique | 63–79 | Nova Zelândia |

| Horário                           | Jogo          | Jogo   | Jogo          |
| --------------------------------- | ------------- | ------ | ------------- |
| Semifinais – 13 de abril          |               |        |               |
| 18:30                             | Canadá        | 53–65  | Inglaterra    |
| 21:00                             | Austrália     | 109–50 | Nova Zelândia |
| Disputa pelo bronze – 14 de abril |               |        |               |
| 18:00                             | Nova Zelândia | 74–58  | Canadá        |
| Final – 14 de abril               |               |        |               |
| 20:30                             | Austrália     | 99–55  | Inglaterra    |

### Classificação final
| Pos. | Equipe            |
| ---- | ----------------- |
|      | AUS Austrália     |
|      | ENG Inglaterra    |
|      | NZL Nova Zelândia |
| 4    | CAN Canadá        |
| 5    | JAM Jamaica       |
| 6    | MOZ Moçambique    |
| 7    | MAS Malásia       |
| 8    | IND Índia         |

## Quadro de medalhas
| Ordem | País          | Medalha de ouro | Medalha de prata | Medalha de bronze | Total |
| ----- | ------------- | --------------- | ---------------- | ----------------- | ----- |
| 1     | Austrália     | 2               |                  |                   | 2     |
| 2     | Canadá        |                 | 1                |                   | 1     |
|       | Inglaterra    |                 | 1                |                   | 1     |
| 3     | Nova Zelândia |                 |                  | 2                 | 2     |
| TOTAL | TOTAL         | 2               | 2                | 2                 | 6     |